# Сёстры (фильм, 2022)
«Сёстры» — российский психологический фильм ужасов режиссёра Ивана Петухова. Главные роли исполняют Ирина Старшенбаум и Никита Ефремов. Фильм вышел в прокат в России 24 ноября 2022 года.

## Синопсис
Аня — молодая жена и мать, которая оказывается в отчаянном положении из-за нарастающей агрессии мужа. С Аней связывается незнакомка, от которой она узнаёт, что существуют тёмные мистические силы, которые способны помочь ей в её положении. Особый обряд крови и огня способен вызывать «сестёр» из потустороннего мира, однако теперь Ане нужно решить, действительно ли она готова пойти до конца.

## В ролях
- Ирина Старшенбаум — Аня
- Никита Ефремов — Андрей
- Аня Чиповская — Лида
- Никита Волков — Юра
- Надежда Маркина — свекровь
- Полина Гухман — Аня-подросток

## Производство
Фильм создан совместными силами студии Bazelevs, студии Magic Production и компании Event Horizon. О завершении съёмок стало известно в апреле 2022 года.
Режиссёром картины выступил Иван Петухов. За монтаж в «Сёстрах» отвечал Вадим Красницкий («Содержанки»). Как отмечают создатели картины, «Сёстры» — первый российский проект в жанре постхоррор, или «elevated horror»: фильма ужасов, в котором зрителей пугают не традиционными страшилками, а экзистенциальными страхами.
Фильм вышел в прокат 24 ноября, накануне Международного дня борьбы за ликвидацию насилия в отношении женщин.